# Castelpetroso
Castelpetroso est une commune italienne de la province d'Isernia dans la région de Molise en Italie.

## Administration
| Période                                  | Période | Identité | Étiquette | Qualité |
| ---------------------------------------- | ------- | -------- | --------- | ------- |
|                                          |         |          |           |         |
| Les données manquantes sont à compléter. |         |          |           |         |

### Communes limitrophes
Carpinone, Castelpizzuto, Pettoranello del Molise, Santa Maria del Molise.

### Apparitions
Le village est surtout connu pour les apparitions en 1888 de la Vierge des Douleurs à deux bergères, puis d'autres personnes. En 1973 le pape Paul VI a déclaré la Vierge de Castelpetroso patronnne de la région et en 1995 Saint Jean-Paul II s'est rendu sur place.